# 里根·高夫
里根·高夫（英語：Regan Gough，1996年10月6日—）是一名新西兰职业场地自行车运动员。他曾在2015年世界自行车场地锦标赛在团体追逐赛赢得金牌。一年后他参加2016年里约奥运会，在男子团体追逐赛铜牌赛上不敌丹麦队获得第四名。